# بني منصور (الحيمة الخارجية)

تعديل مصدري - تعديل

بني منصور هي إحدى قرى عزلة بني منصور بمديرية الحيمة الخارجية التابعة لمحافظة صنعاء، بلغ تعداد سكانها 455 نسمة حسب تعداد اليمن لعام 2004.